# Christine Crawley
Christine Crawley (n. 9 ianuarie 1950, Wicklow, Leinster⁠(d), Irlanda) este un om politic britanic, membru al Parlamentului European în perioadele 1984-1989, 1989-1994 și 1994-1999 din partea Regatului Unit.
1. ↑  Christine Mary (?), Baroness Crawley, The Peerage
2. ↑  Deputații în Parlamentul European